# Paranoid (pjesma)
"Paranoid" je pjesma britanskog heavy metal sastava Black Sabbath te se izvorno pojavila na drugom albumu sastava, Paranoid. Pjesma je prvi singl s albuma, dok mu je B-strana "The Wizard".

## O pjesmi
"Paranoid" je bio prvi singl sastava Black Sabbath, izašla šest mjeseci nakon izdavanja debi albuma. Black Sabbathov basist Geezer Butler (Iz Guitar World magazine, ožujak 2004):
Puno toga iz "Paranoid" albuma je napisano u razdoblju našeg albuma "Black Sabbath". Snimili smo cijelu stvar u 2-3 dana, uživo u studiju. Pjesma "Paranoid" napisana je kao naknadna pjesma. Trebalo nam je od prilike 3 minute da popunimo cijeli album, Tony je napisao riff. Ja sam na brzinu napisao tekst, a Ozzy je čitao tekst dok je pjevao.
Paranoid je također korišten kao ime albuma, i nešto neobično, jer se riječ "paranoid" nije spomenula niti u jednoj pjesmi na albumu. Originalno sastav je htio album nazvati "War Pigs" po istoimenoj pjesmi, ali je izdavačka kuća ih je nagovorila da koriste paranoid, zato što je manje uvredljivo.

## Zasluge
- Ozzy Osbourne – vokali
- Tony Iommi – gitara
- Geezer Butler – bas-gitara
- Bill Ward – bubnjevi